# K-Z
K-Z ist ein 1972 veröffentlichter italienischer Dokumentar-Kurzfilm von Giorgio Treves.

## Handlung und Hintergrund
Ein Gebäude aus dem 19. Jahrhundert, von undurchdringlichen, hohen Ziegelmauern umgeben; dahinter verfallende Gebäude und Lagerhallen, von rauchenden Schornsteinen gekrönt: Der alte Schlachthof von Turin, der 1974 abgerissen wurde, erinnerte den jungen Giorgio Treves aufgrund von dessen düsterer Architektur und seiner Atmosphäre von Tod stets an die Konzentrationslager der Nationalsozialisten. Ebenso musste er bei den an Tod gewöhnten Schlachtern an die Gleichgültigkeit der SS gegenüber ihrer Opfer denken. In K-Z wird die Realität des Schlachthofs zu einer gespenstischen Vision der Erinnerung: Durch die Augen eines alten Mannes, der sich langsam durch den Hof bewegt, sehen die Zuschauer Bilder von geschlachteten Kälbern, die sich mit denen von Leichen, die in den Vernichtungslagern aufgeschichtet wurden, abwechseln und überlagern.
Für Treves war die Präsenz des Todes im Herzen des täglichen Lebens der Stadt und die Gleichgültigkeit der Menschen gegenüber den Vorgängen im Schlachthof zu schwerwiegend. Durch den Film wollte er die Zuschauer aus ihrer wachsenden Apathie gegenüber der jüngsten Vergangenheit aufrütteln und sie in diese Reflexion einbeziehen.
Für eine Kommentierung der Szenen nahm Treves Kontakt mit dem Schriftsteller Primo Levi auf. Als dieser den Film synchronisieren sollte, erklärte er jedoch, dass die Emotionen zu stark waren, um den Bildern Worte hinzuzufügen. Der Film blieb somit unkommentiert.

## Auszeichnungen
Bei der Oscarverleihung 1973 war K-Z in der Kategorie Bester Dokumentar-Kurzfilm nominiert.